# 4225 Hobart
4225 Hobart este un asteroid din centura principală, descoperit pe 31 ianuarie 1989, de Tsutomu Hioki și Nobuhiro Kawasato.